# Simone Boye Sørensen
Simone Boye Sørensen (ur. 3 marca 1992 w Regstrup) – duńska piłkarka występująca na pozycji obrończyni w angielskim klubie Arsenal oraz w reprezentacji Danii. Wychowanka Jernløse IF, w trakcie swojej kariery grała także w takich zespołach, jak BSF, Brøndby IF, Rosengård oraz Bayern Monachium.